# Verzuim
Verzuim of (minder gebruikelijke term) Absenteïsme is een term uit het arbeidsrecht. De werknemer verschijnt niet op zijn arbeidspost of werk en geeft daarvoor als reden 'ziekte' op.
Ook in het parlement en in de politiek is verzuim soms een probleem. Bij onvoldoende aanwezigheid kan er bijvoorbeeld niet geldig gestemd worden. Een andere betekenis is het niet-wonen van groot-grondbezitters op of nabij hun landgoederen of verpachte landerijen.
In welke mate er ook werkelijk sprake is van ziekte is niet altijd duidelijk. De werknemer beslist zich 'ziek' te melden. Zodra deze melding de werkgever bereikt is er een vermoeden van ziekte. Dit vermoeden wordt bevestigd door het medisch attest van een erkend geneesheer of arts, al dan niet opgevolgd door het bezoek van een controle-arts.

## Soorten
Wanneer de werknemer afwezig is omwille van een vastgestelde en algemeen erkende ziekte is er sprake van zogenaamd wit verzuim. Wanneer de werknemer zich ziek meldt zonder ziek te zijn, is er sprake van zwart verzuim. De tussenterm, grijs verzuim, duidt op de ziektemelding op grond van reële klachten waarbij het echter twijfelachtig blijft of de werknemer echt niet tot werken in staat is. Dit grijs verzuim duidt vaak op onvoldoende welzijn en preventie binnen de werkomgeving. Indien echter een werknemer wel aanwezig is, maar feitelijk niet productief is, wordt dit als Mentaal Verzuim aangemerkt.

## Oorzaken

### Algemeen
Verzuim kan bekeken worden op maatschappelijk, op organisatie-gebonden en op individueel vlak.
Op maatschappelijk vlak wordt verzuim bepaald door de kwaliteit en structuur van de gezondheidszorg, het klimaat van de arbeidsmarkt en de structuur en werking van de sociale zekerheid.
Binnen een organisatie zullen de zorg voor de kwaliteit van de arbeid, de mate waarin de arbeidsbelasting in het oog gehouden wordt, en de verzuimdrempel de veelvuldigheid van de afwezigheid bepalen.
Individueel kunnen er talloze redenen zijn waarom iemand zich al of niet veelvuldig ziek meldt. Deze redenen zijn terug te vinden in de privésfeer, en zijn niet los te zien van de organisatie en de maatschappij.

### Factoren
De afwezigheid wegens ziekte heeft drie factoren:
- de noodzaak

De ziekte zelf, lichamelijk of psychisch, is de grondreden van de afwezigheid wegens ziekte, maar is vaak niet de voornaamste reden van veelvuldige afwezigheid.
- de behoefte

De werknemer die graag zijn werk doet, die een drang voelt om te gaan werken, en weet dat hij moeilijk gemist kan worden binnen zijn team, zal zich niet zo snel ziek genoeg vinden om thuis te blijven.
- de gelegenheid

Hoe makkelijk of moeilijk het is om zich afwezig te melden, hangt onder meer af van de controle (onder andere door een externe geneeskundige dienst of controle-arts), maar dit lijkt meer en meer contraproductief te werken.

## Verzuimbeleid
Het verzuimbeleid van de werkgever is gericht op verzuimbestrijding, het terugbrengen van de verzuimfrequentie en verzuimduur, maar omvat ook alle preventieve maatregelen om ziekte en ongevallen te voorkomen. In het verzuimbeleid staat wat de werkgever en werknemer moet doen ingeval er een ziekmelding voorkomt.
De structuur van het verzuimbeleid bestaat normaal gezien uit drie grote pijlers:
- Registratie

Vanuit de filosofie dat meten weten is, zal de organisatie beginnen de hoogte en de gemelde oorzaak van het ziekteverzuim in kaart te brengen. Dit is ook de plicht van de werkgever.
- Preventie

De organisatie zal werkgerelateerde oorzaken opsporen en aanpakken door werkgerichte activiteiten.
- Begeleiding

Door individuele en groepsbegeleiding zal de organisatie aan verzuimbegeleiding doen en tevens trachten het welzijn op het werk maximaal te verbeteren. De werkgever zal zieke werknemers begeleiden en hun herstel bevorderen. Dit kan bijvoorbeeld met een volledig of voorlopig re-integratieplan. Uit dit plan wordt duidelijk wat de werkgever doet om het herstel van de zieke werknemers te bevorderen en of hij de werknemer passende arbeid heeft aangeboden.

## Nederlandse situatie
In de Nederlandse situatie is het belangrijk om te weten of het verzuim door een ziekte verklaard wordt of niet. De bedrijfsarts heeft hier een beslissende stem: hij moet dat bepalen. Immers het arbeidsrecht stelt (onder BW: 7:627) dat, als iemand zijn werk niet doet, hij dan ook geen loon krijgt. Maar daar zijn een paar uitzonderingen op. Onder ander artikel BW 7:629 uit het arbeidsrecht. Daar staat dat de werkgever minimaal 70% van je loon moet doorbetalen als het verzuim verklaard wordt door een ziekte. Twee jaar lang.

## Groot-grondbezitters
Verzuim of absenteïsme kan ook betekenen dat de eigenaar van de grond niet werkt en ook niet woont op die grond. Het directe toezicht op en betrokkenheid bij het bedrijf is klein. In Suriname was dit een veel voorkomend verschijnsel. Plantage-eigenaren die rijk waren geworden repatrieerden naar Nederland of lieten, na hun overlijden, hun plantage achter aan familieleden die buiten de kolonie woonden. Na de Amsterdamse beurskrach van 1773 verloor een groot deel van de plantage-eigenaren hun bezit aan schuldeisers in Nederland. Tot aan de emancipatie in 1863 was dan ook twee derde deel van alle plantages in handen van eigenaren buiten Suriname. Deze eigenaren stelden administrateurs aan die verantwoordelijk waren voor het beheer van de plantage. Zij deden dit op provisiebasis.